# Tongwei
Tongwei  (léase Tong-Uéi, en chino simplificado, 通渭县; pinyin, Tōngwèi xiàn) es un condado de la ciudad-prefectura de Dingxi en la provincia de Gansu, República Popular China, con una población censada en noviembre de 2010 de 349 539 habitantes.
Se encuentra situada en el sur de la provincia, cerca del río Wei, uno de los principales afluentes del río Amarillo.